# Elías Campo Güerri
Elías Campo Güerri (Boltanya, Província d'Osca, Aragó, 1955) és un doctor en Medicina i Cirurgia, patòleg i investigador espanyol especialista en neoplàsies limfoides. És cap de Secció del Departament d'Anatomia Patològica de l'Hospital Clínic i Provincial de Barcelona, responsable de Recerca i Innovació i director clínic del Centre de Diagnòstic Biomèdic (CDB) del mateix hospital. Així mateix és responsable de l'equip de recerca «Oncomorfologia funcional humana i experimental», i director de l'Institut d'Investigacions Biomèdiques August Pi i Sunyer (IDIBAPS) des de l'abril del 2017. És membre del Comitè de Govern del Consorci Internacional del Genoma del Càncer i forma part de l'equip editor de l'OMS per a la Classificació de les Neoplàsies Hematològiques. Autor i coautor de més de 1.000 articles científics. Va crear l'any 2017 la beca d'estudis que porta el seu nom.
Elías Campo i Carlos López Otín són els directors científics del projecte de seqüenciació del genoma de la leucèmia limfocítica crònica.

## Biografia acadèmica
Es va llicenciar en medicina i cirurgia per la Universitat de Barcelona l'any 1979. El 1984 va obtenir la plaça de metge especialista en anatomia patològica a l'Hospital Prínceps d'Espanya. Va aconseguir el títol de doctor en medicina i cirurgia el 1985. Formació postdoctoral al National Cancer Institute dels NIH, a Bethesda. Actualment és Cap de secció de l'Hospital Clínic de Barcelona – Centre de Diagnostic Biomèdic – Anatomia Patològica. Ingressà com acadèmic numerari en la RAMC el 8 d'octubre de 2017, amb el discurs “L'Anatomia Patològica, una visió integradora de la malaltia des del microscopi fins al genoma”, respost per l'acadèmic Antoni Cardesa.
El professor Campo, l'any 2018, col·laborà amb la Comissió de Genètica del Senat.

## Recerca

### Centre de Diagnòstic Biomèdic
És el director clínic del Centre de Diagnòstic Biomèdic (CDB) de l'Hospital Clínic de Barcelona.

### Institut d'Investigacions Biomèdiques August Pi i Sunyer - IDIBAPS
És el responsable de l'equip de recerca "Oncomorfologia funcional humana i experimental" de l'àrea 5 de recerca en Oncologia i hematologia dirigida per Dolors Colomer.

### Participació en la seqüenciació del Genoma de la leucèmia limfàtica crònica
Elías Campo i Carlos López Otín són els directors científics del projecte de seqüenciació del genoma de la leucèmia limfàtica crònica assignat a Espanya com a part del projecte mundial per a la seqüenciació del genoma del càncer gestionat pel Consorci Internacional del Genoma del Càncer (ICGC de l'anglès International Cancer Genome Consortium). L'organisme director i financer és l'Institut de Salut Carlos III (organisme públic dependent del Ministeri de Ciència i Innovació d'Espanya).
L'IDIBAPS ha col·laborat en el projecte nacional de seqüenciació del genoma de la leucèmia limfàtica crònica, en el qual han participat més de 60 investigadors espanyols i inscrit en el projecte mundial del genoma del càncer. L'article sobre la seqüenciació del genoma de la LLC va ser publicat en Nature el 5 de juny de 2011. La seva tasca d'investigació genòmica dels limfomes, a l'Hospital Clínic-IDIBAPS és capdavantera a Catalunya i Europa.

### Estudis sobre el limfoma de cèl·lules del mantell
L'equip de l'IDIBAPS que dirigeix, centrat en investigar els mecanismes moleculars de les neoplàsies limfoides, ha identificat, conjuntament amb altres grups, la informació epigenòmica del limfoma de cèl·lules del mantell (un tipus de càncer poc habitual i de pronòstic molt dolent derivat dels limfòcits B), fet que permet predir l'agressivitat de la malaltia segons el seu grau d'evolució epigenètica. Seguint aquesta línia de recerca, l'equip coordinat per Campo ha fet evident l'existència d'una funció reguladora de l'actividat transcripcional de la ciclina D1 (proteïna reguladora del cicle celul·lar) en les neoplàsies limfoides.

## Premis i distincions
- 2004 - Premi Excel·lència Professional del COMB.[27]
- 2005 - Premi “Josep Trueta” de l'Acadèmia de Ciències Mèdiques i de la Salut de Catalunya i de Balears.[28]
- 2009 - Premi Galien Espanya[29] a la millor tasca investigadora.[30]
- 2010 - Membre de l'Acadèmia de Medicina d'Astúries.[31]
- 2011 - XIX Premi Severo Ochoa d'Investigació Biomèdica.[32]
- 2012 - Medalla Narcís Monturiol al mèrit científic i tecnològic.[33]
- 2012 - Premi "Vanguardia de la Ciencia", conjuntament amb el Dr. López-Otín.[34]
- 2013 - Premi Nacional d'Investigació. Generalitat de Catalunya.[35]
- 2013 - V Premi "Icrea Acadèmica" (Institució Catalana de Recerca i Estudis Avançats).[36]
- 2013 - Membre de l'Academia Europaea.[37]
- 2015 - Premi Fundació Lilly d'Investigació Clínica.[38]
- 2015 - VII Premi Eugenio Rodríguez Pascual.[39]
- 2015 - Premi Constantes y Vitales a la trajectoria científica més destacada.[40]
- 2016 - Premi Rei Jaume I d'Investigació Mèdica.[41]
- 2017 - Distinció del Rotary Club d'Osca per la seva dedicació continuada a la investigació científica i a la docència.[42]
- 2018 - Membre de l'Acadèmia Nacional de Medicina dels Estats Units.[43]
- 2018 - VII Premi Nacional d'Oncologia Fundació Echevarne.[44]
- 2020 - Membre del Consell Científic Assessor de la Fundació Gadea Ciència.[45]
- 2020 - Premi Nacional d'Investigació en Medicina "Gregorio Marañón".[46]

## Publicacions
Articles publicats d'Elías Campo poden consultar-se en:
- Articles d'Elías Campo en google acadèmic
- Articles d'Elías Campo en el CDB - Hospital Clínic[Enllaç no actiu]
- Articles de l'equip de recerca Oncomorfologia funcional humana i experimental. Àrea 5-IDIBAPS
- Projectes de l'equip de recerca Oncomorfologia funcional humana i experimental. Àrea 5-IDIBAPS